# Leporinus guttatus
Leporinus guttatus är en fiskart som beskrevs av José L. O. Birindelli och Heraldo A. Britski 2009. Leporinus guttatus ingår i släktet Leporinus och familjen Anostomidae. Inga underarter finns listade i Catalogue of Life.